# ستانلي ويتنجهام
ستانلي ويتنجهام (بالإنجليزية: M. Stanley Whittingham)‏ كيميائي بريطاني-أمريكي. يعمل حاليًا أستاذاً للكيمياء ومديرًا لكل من معهد بحوث المواد وبرنامج علوم وهندسة المواد في جامعة بينغامتون، وهي جزء من جامعة ولاية نيويورك. حصل على جائزة نوبل في الكيمياء في عام 2019.
يُعدّ ويتنجهام شخصيّة بارزة في مجال الكيمياء على مستوى العالم؛ كما لعبَ دورًا مهمًا في تطويرِ بطاريات الليثيوم؛ حيثُ اكتشفَ أقطاب الإقحام في سبعينيات القرن الماضي لأول مرة ووصف بدقّة مفهوم رد فعل الإبطال للبطاريات القابلة لإعادة الشحن في أواخر سبعينيات القرن الماضي. ويتنجهام حاصلٌ على براءة اختراع لما قام به في سبيلِ تطوير بطاريات الليثيوم عالية الكثافة؛ بل يُطلق عليه اسمَ «الأب المؤسس لبطاريات الليثيوم القابلة لإعادة الشحن».

## المسيرة المهنيّة
وُلد ويتينغهام في نوتنغهام، إنجلترا في عام 1941. تلقى تعليمه في مدرسة ستامفورد في لينكولنشاير 1951-1960 قبل الذهاب إلى كليّة نيو كوليدج في جامعة أكسفورد لقراءةِ الكيمياء. حصلَ من نفس الجامعة على درجة البكالوريوس عام 1964 كما نالَ درجة الماجستير عام 1967 والدكتوراه عام 1968. بعد الانتهاء من دراساته العليا؛ بدأَ ويتنغهام يدرسُ ويبحثُ كطالب ما بعدَ الدكتوراه في جامعة ستانفورد، ثم انتقلَ للعملِ مع شركة إكسون للأبحاث والهندسة لمدة 16 عامًا. قضى أربع سنوات في جامعة شلمبرجير قبل أن يُصبح أستاذًا في جامعة بينغهامتون.
في الفترة الممتدة من 1994 حتى 2000؛ شغلَ ويتنجهام منصب نائب مدير الجامعة للبحث، كما شغل منصب نائب رئيس مؤسسة الأبحاث في جامعة ولاية نيويورك لمدة ست سنوات، وهو حاليًا «أستاذ مُتميّز» في الكيمياء وعلوم وهندسة المواد في جامعة بينغامتون.
يشغلُ حاليًا منصبَ مدير مركز الشمال الشرقي لتخزين الطاقة الكيميائية (NECCES) وهو مركز أبحاث طاقة تابع لوزارة الطاقة الأمريكية في جامعة بينجهامتون. بحلول عام 2014؛ حصلَ مركز الشمال الشرقي لتخزين الطاقة الكيميائية (NECCES) على منحةٍ مقدارها 12.8 مليون دولار لمدة أربع سنوات من وزارة الطاقة للمساعدة في تسريع «الاختراقات العلمية اللازمة» لبناءِ اقتصادٍ جديدٍ في القرن الحادي والعشرين. بعدها بأربع سنوات؛ حصل المركز على 3 ملايين دولار أخرى من نفس الوزارة لمواصلةِ أبحاثهِ المهمّة لمدة عامين آخرين. الجدير بالذكر هنا أنّ مركز الشمال الشرقي لتخزين الطاقة الكيميائية – والذي يعملُ ستانلي ويتنجهام كمديرٍ له كما ذُكر من قبل – يعتمدُ على التمويل في تطوير مواد تخزين طاقة تعمل بشكل أفضل وكذا العمل على تطوير مواد جديدة أرخص، صديقة للبيئة وقادرة على تخزين طاقة أكثر من المواد الحالية.

## الأبحاث
قامت شركةُ إكسون بتصنيع بطارية الليثيوم في سبعينيات القرن الماضي؛ وتعدُّ هذه الأخيرة أول بطارية قابلة لإعادة الشحن حيث كانت تستند إلى كاثود ثاني كبريتيد التيتانيوم وأنود الليثيوم والألمنيوم. في تعليقه على هذا الاختراع؛ قالَ ويتنجهام: «طريقة عمل هذه البطاريات تُشبه وضع مربى في شطيرة. لدينا بنية بلورية؛ ويُمكننا أن نضع أيونات الليثيوم في البنية ونخرجها بينما يبقى الهيكل كما هو بالضبط ... نحن نحتفظ بالهيكل البلوري ما يجعل بطاريات الليثيوم جيدة جدًا ويسمحُ لها بالبقاء صالحةً لفترة طويلة.»
في الواقع؛ تُعتبر بطاريات الليثيوم الحالية محدودة السعة على اعتبارِ أن أقل من واحد من أيونات الليثيوم/الإلكترون مُقحمٌ بشكل عكسيّ في مركز الأكسدة والاختزال المعدني الانتقالي. تطوّرت أبحاث ويتنغهام إلى تفاعلات الإلكترون والتي يُمكن أن تزيد من سعة التخزين عن طريق تقاطع أيونات الليثيوم المتعددة؛ وقد نجحَ ستانلي فعلًا في صُنع بطارية متعددة الإلكترون ومتعددة الفاناديوم ما قد يُساهم في تعزيز قوّة البطاريات وزيادة طاقتها.
حصل ستانلي ويتنجهام على جائزة المؤلف الشاب من جمعية الكهروكيمياء في عام 1971، ثمّ جائزة أبحاث البطارية في عام 2003، وانتُخب زميلًا في عام 2004. بحلول عام 2010؛ أُدرجَ ستانلي كواحدٍ من أفضل 40 مبتكرًا مُساهمًا في تطوير ما يُعرف بالتكنولوجيا الخضراء من قِبل إذاعة جرين تك. حصل بعدها بعامين على جائزة آي بي إيه (بالإنجليزية: IBA)‏ لمساهمتهِ في أبحاث مواد بطارية الليثيوم، كما انتُخب زميلًا في جمعيّة أبحاث المواد في عام 2013.
انتُخب ويتنغهام في عام 2018 لمنصبِ زميلٍ في الأكاديمية الوطنية للهندسة لريادته في تطبيق الكيمياء على مَواد تخزين الطاقة. ثمّ حصل في عام 2019 إلى جانبِ جون جوديناف وأكيرا يوشينو على جائزة نوبل في الكيمياء بسبب دور الثلاثة في تطويرِ بطاريات أيون الليثيوم.

## الحياة الشخصية
ستانلي متزوجٌ من الدكتورة جورجينا ويتنجهام التي تعملُ كأستاذةٍ للغة الإسبانية في جامعة ولاية نيويورك في أوسويغو.